# High North Alliance
Die High North Alliance (norwegisch Høge Nord Alliansen) war eine Dachorganisation, die für die Interessen der Akteure im nordeuropäischen Fisch- und Walfang eintrat. Sie bestand von März 1990 bis März 2009.

## Geschichte
Die High North Alliance wurde unter dem Namen Survival in the High North (SHN) am 22. Mai 1990 in Leknes gegründet. Die Organisation ging aus einer durch den Lofotrådet, ein Gremium der sechs Lofoten-Kommunen, und den Nordland Småkvalfangerlag gebildeten Arbeitsgruppe hervor. Ziel war es, im Vorfeld der Jahrestagung der Internationalen Walfangkommission (IWC) im Juni 1990 „ein Gegengewicht“ zu den Umweltschutzorganisationen zu bilden, da sich die meisten der Organisationen mit Beobachterstatus für ein Walfang-Verbot aussprachen. Vorstand wurde der damalige Bürgermeister der Kommune Moskenes, Geir Wulff-Nilsen.
Um Beobachterstatus zu erlangen, mussten Mitglieder aus mindestens vier Ländern vorliegen, weshalb eine Zusammenarbeit zwischen Fischereiorganisationen und weiteren Interessenten aus Grönland, den Färöern, Island und Norwegen eingegangen wurde. Aus Norwegen wurden so etwa die beiden Fischereiorganisationen Norges Fiskarlag und Norges Småkvalfangerlag sowie die Kommunen des Lofotrådet Mitglied.
Die Organisation wurde im Jahr 1990 von der IWC als Beobachter anerkannt. Bei der IWC-Jahrestagung im Juni 1990 wurde SHN vom damaligen Bürgermeister der Kommune Røst vertreten. Die Organisation trat in der Folgezeit weiter mit Lobbyarbeit in den Medien auf und veröffentlichte das Pamphlet The International Harpoon. Zudem bestand eine Zusammenarbeit mit der North Atlantic Marine Mammal Commission (NAMMCO).
Finanziert wurde die High North Alliance unter anderem von Geldern des norwegischen Staates, die mit der Zeit gekürzt wurden, sowie durch die Mitglieder und durch weitere Akteure der Fischereiwirtschaft. Im Jahr 2009 fehlten der High North Alliance 30.000 NOK für den Weiterbetrieb ihrer Website und ihres Sekretariats. Die High North Alliance wurde schließlich im März 2009 aufgelöst.